# Roslotto-ZG Mobili
La Roslotto-ZG Mobili è stata una squadra maschile italiana di ciclismo su strada attiva tra i professionisti dal 1991 al 1997.

## Evoluzione del nome della squadra
- 1991 ZG Mobili-Bottecchia
- 1992 ZG Mobili-Selle Italia
- 1993-1994 ZG Mobili
- 1995 ZG Mobili-Selle Italia
- 1996-1997 Roslotto-ZG Mobili

## Storia
Venne fondata nel 1991 grazie allo sponsor ZG Mobili, produttore italiano di cucine, rilevando l'ex team Malvor-Bottecchia. Alla fine del 1995, Gianni Savio lasciò la squadra per creare la sua squadra, Glacial-Selle Italia ed entrò lo sponsor russo Roslotto. 
La squadra partecipò al Tour de France del 1995 con 3 atleti (Stefano Colagè, Andrea Ferrigato e Nelson Rodríguez) in una squadra mista con la squadra tedesca Deutsche Telekom. 
Parte della squadra si unì alla squadra Ballan dopo la sua scomparsa nel 1997.

## Principali corridori
- Gianni Faresin
- Stefano Colagè
- Hendrik Redant
- Fabio Casartelli
- Andrea Ferrigato
- Maurizio Fondriest
- Oleksandr Hončenkov
- Paolo Savoldelli
- Dmitrij Konyšev
- Giancarlo Perini
- Pëtr Ugrjumov

## Vittorie principali
- Gran Premio di Zurigo
  - Andrea Ferrigato  (1996)
- Wincanton Classic
  - Andrea Ferrigato  (1996)
- Giro di Polonia
  - Vjačeslav Džavanjan  (1996)
- Grand Prix di Plouay
  - Andrea Ferrigato  (1997)